# Cashis
Ramone Johnson más conocido como Cashis/Ca$his es un rapero estadounidense nacido en Chicago, aunque está afincado en Irvine California, y el fundador del sello discográfico Bogish Brand Entertainment.

## Carrera
Su primera aparición es el disco Eminem Presents: The Re-Up con 4 temas los cuales son Everything Is Shady, Talkin All That, We Ride For Shady & You Don't Know.
The County Hound EP es el primer puti-álbum (Extended play) solitario del rapero ca$his contiene una música gangsta también tiene un éxito llamado Ms. Jenkins. Ca$his contó con la producción de Eminem, Ron Browz, y Luis Resto, este álbum fue lanzado el 22 de marzo de 2007, ya que vendió 6,700. Eso le abrió las puertas al mundo del rap.
Su primer álbum de estudio se llama Euthanasia LP y salió en el 2009. 

## Discografía
| Año  | Nombre                                                                                                | Posición         | Posición         | Posición         | Posición         | Posición         | Posición         | Posición         | Posición         | Posición         | Posición         | Posición |
| Año  | Nombre                                                                                                | US 200           | US R&B           | AUS              | AUT              | BEL              | CAN              | GER              | NZ               | SWI              | UK               |          |
| ---- | --- | ---------------- | ---------------- | ---------------- | ---------------- | ---------------- | ---------------- | ---------------- | ---------------- | ---------------- | ---------------- | -------- |
| 2009 | Euthanasia LP - Lanzado: 2009 - Productora: Bogish Brand Entertainment, Amalgam Digital - Formato: CD | Para ser lanzado | Para ser lanzado | Para ser lanzado | Para ser lanzado | Para ser lanzado | Para ser lanzado | Para ser lanzado | Para ser lanzado | Para ser lanzado | Para ser lanzado |          |
| 2009 | The Art of Dying - Lanzado: 2009/2010 - Productora: Shady, Interscope - Formato: CD                   | Para ser lanzado | Para ser lanzado | Para ser lanzado | Para ser lanzado | Para ser lanzado | Para ser lanzado | Para ser lanzado | Para ser lanzado | Para ser lanzado | Para ser lanzado |          |

## Sencillos
| Año  | Título         | Posición | Posición | Posición | Posición | Posición | Posición | Posición | Posición | Posición | Posición | Posición | Álbum               |
| Año  | Título         | US 100   | US R&B   | US Rap   | AUS      | AUT      | BEL      | GER      | IRE      | NZ       | SWI      | UK       | Álbum               |
| ---- | -------------- | -------- | -------- | -------- | -------- | -------- | -------- | -------- | -------- | -------- | -------- | -------- | ------------------- |
| 2007 | Lac Motion     | —        | —        | —        | —        | —        | —        | —        | —        | —        | —        | —        | The County Hound EP |
| 2009 | Jus Anutha Day | —        | —        | —        | —        | —        | —        | —        | —        | —        | —        | —        | The Art of Dying    |
| 2009 | Bigga Than Me  | —        | —        | —        | —        | —        | —        | —        | —        | —        | —        | —        | Euthanasia LP       |
| 2009 | Get Loose      | —        | —        | —        | —        | —        | —        | —        | —        | —        | —        | —        | Euthanasia LP       |

### Colaborador
| Año  | Título                                               | Posición | Posición | Posición | Posición | Posición | Posición | Posición | Posición | Posición | Posición | Posición                   | Álbum |
| Año  | Título                                               | US 100   | US R&B   | AUS      | AUT      | BEL      | GER      | IRE      | NZ       | SWI      | UK       |                            | Álbum |
| ---- | ---------------------------------------------------- | -------- | -------- | -------- | -------- | -------- | -------- | -------- | -------- | -------- | -------- | -------------------------- | ----- |
| 2006 | You Don't Know (con Eminem, 50 Cent & Lloyd Banks)   | 12       | 2        | 17       | 12       | 44       | 2        | 15       | 1        | 9        | 32       | Eminem Presents: The Re-Up |       |
| 2007 | We On Yo Line (con The Federation)                   | —        | —        | —        | —        | —        | —        | —        | —        | —        | —        | It's Whateva               |       |
| 2007 | Can't Move Me (Cashis & Young De feat. Mitchy Slick) | —        | —        | —        | —        | —        | —        | —        | —        | —        | —        | Homeland Security          |       |